# Melanotan II

Cấu trúc của melanotan II (kích thước đầy đủ)

Melanotan II là một chất tương tự tổng hợp của hormone peptide kích thích tố α-melanocyte (α-MSH).
Nó đã được phát triển như một ứng cử viên thuốc cho rối loạn chức năng tình dục nữ và rối loạn cương dương nhưng sự phát triển lâm sàng đã chấm dứt vào năm 2003, và đến năm 2018, không có sản phẩm nào chứa melanotan II được bán ra và tất cả sự phát triển thương mại đã ngừng lại. Các sản phẩm không được cấp phép, chưa được kiểm chứng hoặc lừa đảo được bán dưới dạng "melanotan II" được tìm thấy trên Internet và được coi là có hiệu quả như "thuốc thuộc da", mặc dù các tác dụng phụ như nám không đều, nevi mới (nốt ruồi) và làm mờ hoặc mở rộng hiện có Nốt ruồi là phổ biến và đã dẫn đến các cơ quan y tế không khuyến khích sử dụng.

## Cơ chế hoạt động
Melanotan II hoạt động như một chất chủ vận không chọn lọc của các thụ thể melanocortin MC1, MC3, MC4 và MC5.
Ở mức độ melanotan II tạo ra melanogenesis, điều này được cho là do kích hoạt thụ thể MC1, trong khi các hiệu ứng tình dục được ghi nhận lâm sàng của nó được cho là có liên quan đến khả năng kích hoạt thụ thể MC4 (mặc dù MC3 được cho là để có thể cũng được tham gia).
Các tác dụng khác của melanotan II, chủ yếu được coi là tác dụng phụ, bao gồm đỏ bừng, buồn nôn, nôn, kéo dài, ngáp và mất cảm giác ngon miệng (lần cuối thông qua kích hoạt MC4).

## Lịch sử
Nghiên cứu vào đầu những năm 1960 cho thấy ở chuột, việc sử dụng α-MSH gây hưng phấn tình dục và công việc này tiếp tục ở nhiều phòng thí nghiệm cho đến những năm 1980, khi các nhà khoa học tại Đại học Arizona bắt đầu cố gắng phát triển α-MSH và tương tự như các chất thuộc da không có ánh nắng mặt trời, và tổng hợp và thử nghiệm một số chất tương tự, bao gồm melanotan-I và melanotan II.
Ngay từ rất sớm, một trong những nhà khoa học, người đã tự mình thực hiện một thí nghiệm với hợp chất dụng cụ ban đầu, melanotan II, đã tự tiêm liều gấp đôi liều mình dự định và cương cứng trong tám giờ, cùng với buồn nôn và nôn.
Để theo đuổi đại lý thuộc da, melanotan-I (nay là afamelanotide) đã được cấp phép bởi Công ty cạnh tranh, một công ty chuyển giao công nghệ hoạt động thay mặt Đại học Arizona, cho một công ty khởi nghiệp ở Úc tên là Epitan, đến với Clinuvel năm 2006.
Để theo đuổi tác nhân rối loạn chức năng tình dục, melanotan-II đã được cấp phép bởi Công ty Cạnh tranh cho Palatin Technologies. Palatin đã ngừng phát triển melanotan-II vào năm 2000 và được tổng hợp, cấp bằng sáng chế và bắt đầu phát triển brasheranotide, một chất chuyển hóa có khả năng của melanotan-II khác với melanotan-II ở chỗ nó có nhóm hydroxyl trong đó melanotan-II có amide. Công nghệ cạnh tranh đã kiện Palatin vì vi phạm hợp đồng và cố gắng đòi quyền sở hữu của brasheranotide; các bên đã giải quyết vào năm 2008 với việc Palatin giữ quyền đối với brasheranotide, trả lại quyền cho melanotan-II cho Công nghệ cạnh tranh và trả 800.000 đô la. Brasheranotide đã được Cơ quan Quản lý Thực phẩm và Dược phẩm Hoa Kỳ (FDA) phê duyệt để sử dụng tại Hoa Kỳ vào tháng 6 năm 2019 dưới tên thương hiệu Vyleesi  để điều trị rối loạn ham muốn tình dục giảm hoạt động (HSDD).

## Xã hội và văn hoá
Một số sản phẩm được bán trực tuyến và trong các phòng tập thể dục và thẩm mỹ viện như "melanotan" hoặc "melanotan-1" hoặc "melanotan-2" trong tiếp thị của họ.
Các sản phẩm không được kiểm soát là không hợp pháp để được bán cho sử dụng của con người trong bất kỳ khu vực tài phán.
Bắt đầu từ năm 2007, các cơ quan y tế ở nhiều quốc gia đã bắt đầu đưa ra cảnh báo chống lại việc sử dụng chúng.